# Памятник Карлу и Эмилии
Памятник Карлу и Эмилии (памятник влюблённым) — памятник в Санкт-Петербурге на улице Бутлерова (дом 22), установленный по инициативе муниципального совета во внутридворовом сквере 14 октября 2007 года. Первый памятник влюблённым в истории Санкт-Петербурга. Автор монумента — выпускник Санкт-Петербургской академии художеств, скульптор Матвей Вайнман. По состоянию на конец 2015 года памятник демонтировали вандалы.

## Памятник
Памятник из камня и бронзы, символизирующий любовь. Представляет собой скульптурную композицию парня и девушки, стоящих под одним зонтиком. Памятником Карлу и Эмилии этот памятник называли негласно.
Скульптура изготовлена на Петербургском комбинате скульптур.

## История
Памятник увековечил старую и известную в Санкт-Петербурге историю петербургских Ромео и Джульетты из немецкой слободы — Карла и Эмилии, которые, как гласит народное предание, полюбив друг друга против воли своих родителей и не получив от них согласия на брак, покончили с собой, утопившись.
Матвей Вайнман рассказал журналистам: «Создать такую скульптуру я хотел давно. У меня получились именно питерские влюблённые — парень и девушка под зонтом. Памятник сделан из искусственного камня, поэтому является довольно лёгкой добычей для вандалов. Но будем надеяться на людскую честность и доброту».
Позже зонт, который держали влюблённые, был убран вандалами.